# Black Top Records
Black Top Records was een onafhankelijk Amerikaans platenlabel in New Orleans, dat gespecialiseerd was in blues en rhythm & blues.
Het label werd opgericht in 1981 door de gebroeders Nauman S. Scott en Hammond Scott. Het begon als een blueslabel, maar al snel bracht het ook rhythm & blues en Amerikaanse roots-muziek uit. Het had een neus voor onbekend talent, zoals Robert Ward, Carol Fran en W.C. Clark. Ook had het oog voor artiesten die al jaren niets meer hadden uitgebracht. Het label bracht nieuwe, zelf opgenomen muziek uit, maar kwam ook met heruitgaven, zoals van Earl Hooker en Hollywood Fats. De platen van Black Top Records had verschillende distributeurs, de laatste was Alligator Records.
Na meer dan honderd platen te hebben uitgebracht, stopte het label ermee in 1999. Nauman Scott overleed in 2002 en Hammond Scott verkocht de rechten. Sommige platen werden opnieuw uitgebracht door labels als Varèse Sarabande, Fuel 2000 en Shout! Factory. In 2006 verkreeg het Japanse label P-Vine Records de wereldwijde rechten, het label heeft inmiddels verschillende cd's heruitgebracht. In de zomer van 2008 begon ook Hep Cat Records met het heruitbrengen van Black Top-platen.
Artiesten die op Black Top uitkwamen zijn onder meer: Solomon Burke, Earl King, Maria Muldaur, Snooks Eaglin, Robert Ward, Nappy Brown, Omar & the Howlers, Lee Rocker, W.C. Clark, Bill Kirchen, Joe "Guitar" Hughes, Bill Kirchen, Johnny Dyer, Grady Gaines en The Neville Brothers.